# Stadion Miejski w Międzyrzeczu
Stadion Miejski im. dr. Adama Szantruczka w Międzyrzeczu – kompleks obiektów sportowych (piłkarskich, lekkoatletycznych i tenisowych) w Międzyrzeczu o łącznej powierzchni 3,40 hektara, od 1 stycznia 2004 roku wchodzący w skład Międzyrzeckiego Ośrodka Sportu i Wypoczynku (MOSiW). Na tym obiekcie rozgrywają mecze piłkarze Orła Międzyrzecz.

## Położenie
Stadion położony jest przy ulicy Mieczysława Mikuły, w centralnej części Międzyrzecza. Od zachodu obiekt okala  rzeka Obra,  od południa zabudowa mieszkalna ulicy Sportowej, a od północy i wschodu linia kolejowa nr 367 relacji Zbąszynek – Gorzów Wielkopolski wraz z terenem dworca kolejowego.

## Historia
Pierwszy stadion komunalny (a właściwie plac sportowy) w Międzyrzeczu utworzono w 1922 r. przy skrzyżowaniu obecnej ulicy Słonecznej z ulicą Pamiątkową (przy drodze wylotowej w kierunku Kuźnika). W jego skład wchodziło boisko piłkarskie, bieżnia lekkoatletyczna, strzelnica sportowa oraz budynki magazynowe. Na początku lat 30. XX wieku ówczesne władze miejskie postanowiły od podstaw zbudować nowe boisko sportowe w centrum Międzyrzecza. Na miejsce lokalizacji tej inwestycji wybrano tereny należące dawnej do lokalnego Bractwa Kurkowego na lewym brzegu Obry. Prace budowlane rozpoczęto w połowie lat 30., zaś wiosną 1936 r. obiekt był już ukończony. Oficjalnie oddano go do użytku 1 maja 1936 roku, podczas uroczystości „Święta Majowego”. Oprócz boiska piłkarskiego posiadał on również bieżnię lekkoatletyczną i budynek klubowy. W tamtym czasie, rozwojowi sportu na Ziemi Międzyrzeckiej i powstawaniu tutaj nowych obiektów sportowych (podobnie jak w całych Prusach) sprzyjał fakt organizowania w Berlinie Letnich Igrzysk Olimpijskich.
Po przejęciu miasta – 30 stycznia 1945 roku – obowiązki zarządzania stadionem, który stał się obiektem miejskim, przejęły władze polskie. 14 października 1945 roku rozegrano na nim pierwszy w historii „polskiego” Międzyrzecza mecz piłkarski, a zmierzyły się w nim dwie miejscowe drużyny: Sportowy Klub Spółdzielców „Orzeł” Międzyrzecz (najstarszy sportowy klub na Ziemi Międzyrzeckiej) i Milicyjny Klub Sportowy „Błękitni” Międzyrzecz (z czasem rozwiązany). Obiekt ten określano wówczas, jako „Boisko sportowe koło wieży ciśnień”. Od tego czasu, swe spotkania regularnie rozgrywali na nim piłkarze „Orła”.
Obiekt był wielokrotnie przebudowywany, modernizowany i remontowany. W 1956 r. wokół boiska usypano wał ziemny i zbudowano drewniane trybuny. W 1962 r. utworzono korty tenisowe. W latach 1964–1968 wymieniono murawę płyty boiska. W 1994 r. zmodernizowano trybuny, wymieniając drewniane ławki na plastikowe foteliki (loża honorowa) oraz plastikowe ławki (pozostałe sektory). 10 września 2001 oddano do użytku nowoczesny budynek klubowy (tzw. „Arkę”). W latach 2005–2006 zmodernizowano murawę boiska głównego.
Oprócz lokalnych zawodów sportowych, na stadionie przeprowadzano również prestiżowe mityngi lekkoatletyczne i finały rozgrywek piłkarskiego Pucharu Polski na szczeblu województwa lubuskiego – w 2010 i 2021 roku. W lipcu 1980 r. stał się on jedną z aren piłkarskiego turnieju czterech państw juniorów do 18 lat, organizowanego na terenie ówczesnego województwa gorzowskiego. W ramach turnieju 16 lipca 1980 roku na międzyrzeckim stadionie rozegrano mecz pomiędzy Norwegią a Holandią, który wygrała reprezentacja Niderlandów 1:0. Spotkanie przyciągnęło 4000 widzów.
Rekord frekwencji na tym obiekcie padł 10 września 1985 roku, podczas – rozegranego z okazji jubileuszu 40-lecia istnienia Orła Międzyrzecz – towarzyskiego spotkania pomiędzy gospodarzami, a Lechem Poznań, gdy to na trybunach zgromadziło się ponad 4000 widzów.
W lipcu i sierpniu 2010 r. przebudowano część dwóch trybun okalających boisko główne (tworząc na jednej z nich sektor dla kibiców gości – tzw. „klatkę”) i montując na nich łącznie 566 plastikowych fotelików. Był to kolejny etap modernizacji kompleksu, mający na celu otrzymanie przez MKS Orzeł licencji PZPN na udział w rozgrywkach III ligi. 2 października 2010 – przed meczem ligowym z Lechią Dzierżoniów – uroczyście nadano całemu kompleksowi imię dr. Adama Szantruczka (honorowego prezesa klubu). W grudniu 2016 r. rozpoczęła się rozbudowa obiektu, którą zakończono we wrześniu 2018 r., a stadion uroczyście otwarto 15 września 2018. W wyniku przebudowy stadion zyskał m.in. nową murawę, tartanową, sześciotorową bieżnię lekkoatletyczną, nowe trybuny oraz oświetlenie w postaci 10 masztów.
23 października 2014 roku odbył się tutaj mecz juniorskich reprezentacji Polski i Szwajcarii do lat 16. Gospodarze wygrali 3:0, a mecz przyciągnął 600 widzów.

## Kompleks
Od 27 maja 1990 roku obiekt stanowi własność Gminy Międzyrzecz, która od początku administruje nim poprzez swoje jednostki organizacyjne – najpierw Ośrodek Sportu i Rekreacji (OSiR), potem Międzyrzecki Ośrodek Sportu i Rekreacji (MOSiR), następnie Międzyrzecki Ośrodek Kultury Sportu i Rekreacji (MOKSiR), a od 1 stycznia 2001 roku Halę Widowiskowo-Sportową (HWS). Od 1 stycznia 2004 r. obowiązki te wykonuje nowo utworzony Międzyrzecki Ośrodek Sportu i Wypoczynku (w jego skład – oprócz Stadionu Miejskiego – wchodzą również Hala Widowiskowo-Sportowa w Międzyrzeczu, Pływalnia Miejska „Kasztelanka” i Ośrodek Wypoczynkowy „Głębokie”).
W skład całego kompleksu wchodzą:
- pełnowymiarowa płyta główna boiska piłkarskiego o nawierzchni trawiastej i wymiarach 101 m x 68 m wraz z 6-torową bieżnią lekkoatletyczną długości 400 m o nawierzchni tartanowej, dwiema skoczniami w dal, rzutnią do pchnięcia kulą, rozbiegiem do rzutu oszczepem i do skoku wzwyż i niezadaszonymi trybunami;
- pełnowymiarowa płyta boczna boiska piłkarskiego (94 m x 62 m) o nawierzchni ze sztucznej trawy wraz ze sztucznym oświetleniem;
- zespół trzech kortów tenisowych o nawierzchni ziemnej i niezadaszonymi trybunami wraz ze sztucznym oświetleniem;
- wielofunkcyjny budynek klubowy o powierzchni zabudowy 480 m².

## Mecze reprezentacji Polski
| Rodzaj spotkania | Data spotkania       | Rywal Polski | Frekwencja | Wynik meczu | Strzelcy bramek dla Polski                               |
| ---------------- | -------------------- | ------------ | ---------- | ----------- | -------------------------------------------------------- |
| MT U-16          | 23 października 2014 | Szwajcaria   | 600        | 3:0 (0:0)   | Robin Wodniok, Damian Pawłowski, Przemysław Macierzyński |

## Mecze międzypaństwowe
| Rodzaj spotkania             | Data spotkania | Rywale             | Frekwencja | Wynik meczu | Strzelcy bramek  |
| ---------------------------- | -------------- | ------------------ | ---------- | ----------- | ---------------- |
| Turniej czterech państw U-18 | 16 lipca 1980  | Norwegia– Holandia | 4000       | 0:1 (0:0)   | Gerald Vanenburg |